# 관목지

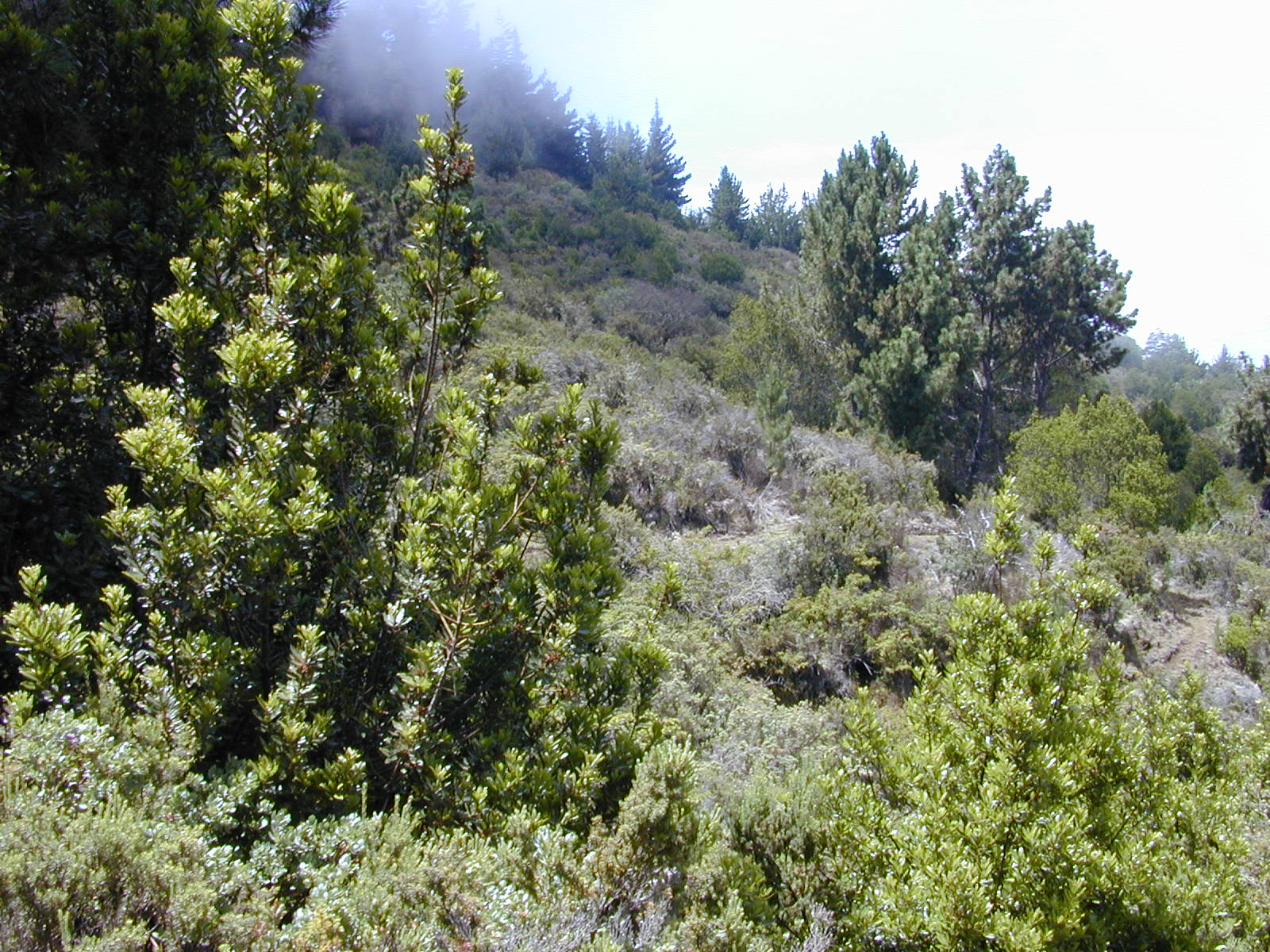

관목지(shrubland, scrub)는 관목이 우세한 식물군락이다.
종종 풀, 허브 및 지구 식물을 포함하는 관목이 우세한 초목을 특징으로하는 식물 군집이다. 관목지는 자연적으로 발생하거나 인간 활동의 결과일 수 있다. 그것은 특정 지역의 성숙한 식생 유형일 수 있으며 시간이 지남에 따라 안정적으로 유지되거나 화재와 같은 교란의 결과로 일시적으로 발생하는 과도기적 군집일 수 있다. 안정적인 상태는 화재나 브라우징과 같은 규칙적인 자연 교란에 의해 유지될 수 있다. 관목지는 화재의 위험 때문에 사람이 거주하기에 적합하지 않을 수 있다. 이 용어의 영단어 shrubland는 1903년에 만들어졌다.
관목지의 종은 일반적으로 대량 종자 생산, 화재 유발 등에 대한 광범위한 적응을 보여준다.